# Peugeot Moovie
O Peugeot Moovie é um automóvel citadino, desenhado pelo português André Costa, vencedor do concurso internacional Peugeot de veículo do futuro e foi desenvolvido pela Peugeot, foi apresentado em 13 de Setembro de 2005 no salão automóvel de Frankfurt.